# The End...?
The End...? je v řadě patnácté album plzeňské punkové skupiny Znouzectnost. Bylo vydáno po dosud nejdelší nahrávací pauze v historii kapely. Stylově se album pohybuje v punku okořeněném folkovými vlivy. Album bylo vydáno na nosičích CD a vinylu.

## Seznam skladeb
| Pořadí         | Název               | Délka |
| -------------- | ------------------- | ----- |
| 1.             | Všechny krásy světa | 2:43  |
| 2.             | Ráno bude zase líp  | 2:48  |
| 3.             | Na řece Léthé       | 3:00  |
| 4.             | Nezbytné věci       | 3:23  |
| 5.             | Spolčení hlupců     | 3:22  |
| 6.             | Všichni proti všem  | 2:57  |
| 7.             | Tajemné místo       | 3:35  |
| 8.             | Countryblues        | 2:03  |
| 9.             | The End             | 3:26  |
| 10.            | Nechte mě bejt      | 1:54  |
| 11.            | My a oni            | 3:10  |
| 12.            | Pochod ignorantů    | 2:54  |
| 13.            | Proudy              | 3:50  |
| 14.            | Jedeme domů         | 2:51  |
| Celková délka: | Celková délka:      | 42:04 |